# Луз, Кадиш
Кадиш Луз (при рождении Лозинский; 10 января 1895, Бобруйск — 4 декабря 1972, Дгания) — израильский политический деятель, Председатель кнессета с 1959 по 1969 год.

## Биография
Родился в Бобруйске в семье купеческого сына Гирша Мордуховича Лозинского (1856 — после 1907), занятого в бакалейной торговле, и Эстер Зельдович. Начальное образование получил в хедере и местной гимназии. Продолжил своё образование в Политехническом институте Карлсруэ. Изучал экономику и социальные науки в Петербургском университете, а затем агрономию и естественные науки в университетах Одессы и Дерпта.
В период с 1916 по 1917 год служил в русской армии и окончил школу офицеров. Был одним из основателей Всероссийского союза евреев-воинов и сионистского движения «Хе-Халуц».
В 1920 году эмигрировал в Эрец-Исраэль; служил сельскохозяйственным рабочим в Кирьят-Анавим и в Беэр-Тувия. С 1921 года и до конца жизни Луз — член кибуца Дгания. Один из лидеров Движения кибуцев и Гистадрута. В 1935—1940 годах член секретариата и контрольной комиссии Гистадрута, в 1941—1942 годах член секретариата рабочего совета Тель-Авива, в 1949—1951 годах член секретариата «Хевер ха-квуцот».
С момента создания в 1935 году партии МАПАЙ член ЦК этой партии и член исполкома Гистадрута. В период с 1951 по 1969 год — депутат кнессета от Израильской партии труда, в 1955—1959 годах — министр сельского хозяйства, в 1959—1969 — Председатель кнессета. Служил в должности исполняющего обязанностями президента после смерти Ицхака Бен-Цви с 23 апреля 1963 по 21 мая 1963 года, когда Залман Шазар вступил на пост президента страны.
Кадиш Луз — почётный доктор философии Еврейского университета в Иерусалиме. Его именем названы улицы в Петах-Тикве, Хайфе, Кирьят-Моцкине, Кфар-Саве и Иерусалиме.

## Сочинения
- «Один из двенадцати» (1970)
- «Человек и дорога» (1974)